# Давньоканарські мови
Давньоканарські мови (гуанчські мови) — мови корінного населення Канарських островів (давніх канарців).
Станом на 2010-і роки від давньоканарських мов збереглись лише кількасот записаних давніми мандрівниками слів та речень, географічні назви, а також певна кількість слів, які увійшли до місцевого діалекту іспанської мови. Брак інформації не дозволяє впевнено класифікувати давньоканарські мови, але за наявними даними більшість дослідників відносять їх до канарсько-берберської сім'ї афразійських мов.
Деякі слова гуанчською мовою:
- Вода: ahemen або ahemon
- Молоко: aho
- Дерево: mócan
- Одяг: tamarco
- Рослина: verode
- Три (числівник): amiet